# Someday ep
someday epは、M-AGEのマキシシングル。

## 解説
1992年7月22日にリリースされた、M-AGEの2枚目のマキシシングル。8cmシングル「someday close your eyes」と同日にリリースされた。

## 収録曲
1. someday close your eyes (flabbily spiral mix) （作詞: KOICHIRO、作曲: KAJIWARA YUJI）
2. tears (prudeny mix) （作詞: KOICHIRO、作曲: MIYO-KEN）
3. i'll keep on holding on （作詞・作曲: Ivy Hunter、William Stevenson）
  - マーヴェレッツの楽曲「I'll Keep Holding On」(1965年)のカバー。
4. last temptation （作詞: KOICHIRO、作曲: MIYO-KEN）

## その他の収録作品
- someday close your eyes
  - someday close your eyes （1992年7月22日）
  - vibES （1992年11月21日、曲名が大文字表記でアレンジ違い）
  - FUTURAMA OF ROCK XEO special Re-Mix sampler （非売品、full length versionと表記されているが、時間は3分18秒でシングル版およびアルバム版よりも短い）
  - RE:CONSTRUCTION 1991-1994 （2021年2月10日、曲名と同タイトルのシングルと同一バージョン）
- tears
  - someday close your eyes （1992年7月22日、バージョン違い）
  - RE:CONSTRUCTION 1991-1994（2021年2月10日、前述のシングルと同一バージョン）
- i'll keep on holding on
  - vibES （1992年11月21日、記載はないがバージョンが異なる）
  - RE:CONSTRUCTION 1991-1994 （2021年2月10日、本マキシシングルと同一バージョン）
- last temptation
  - RE:CONSTRUCTION 1991-1994（2021年2月10日）